# Lijst van gouverneurs van Meghalaya
Dit is een lijst van gouverneurs van de Indiase deelstaat Meghalaya. De gouverneur is hoofd van de deelstaat en wordt voor een termijn van vijf jaar aangewezen door de president. De rol van de gouverneur is hoofdzakelijk ceremonieel en de echte uitvoerende macht ligt bij de ministerraad, met aan het hoofd de chief minister.
Meghalaya werd op 1 april 1970 een autonome staat binnen de deelstaat Assam. Op 21 januari 1972 werd het een volwaardige deelstaat.
| #  | Naam                      | Begin termijn    | Einde termijn    |
| -- | ------------------------- | ---------------- | ---------------- |
| 1  | Braj Kumar Nehru          | 1 april 1970     | september 1973   |
| 2  | Lallan Prasad Singh       | september 1973   | 10 augustus 1981 |
| 3  | Prakash Chandra Mehrotra  | 11 augustus 1981 | 28 maart 1984    |
| 4  | Tribeni Sahai Misra       | 29 maart 1984    | 15 april 1984    |
| 5  | Bhishma Narain Singh      | 16 april 1984    | 10 mei 1989      |
| 6  | Harideo Joshi             | 11 mei 1989      | 26 juli 1989     |
| 7  | Abubakar Abdul Rahim      | 27 juli 1989     | 8 mei 1990       |
| 8  | Madhukar Dighe            | 9 mei 1990       | 18 juni 1995     |
| 9  | M. M. Jacob               | 19 juni 1995     | 11 april 2007    |
| 10 | Banwari Lal Joshi         | 12 april 2007    | 28 oktober 2007  |
| 11 | Shivinder Singh Sidhu     | 29 oktober 2007  | 30 juni 2008     |
| 12 | Ranjit Shekhar Mooshahary | 1 juli 2008      | 30 juni 2013     |
| 13 | Krishan Kant Paul         | 1 juli 2013      | 6 januari 2015   |
| 14 | Keshari Nath Tripathi     | 6 januari 2015   | 19 mei 2015      |
| 15 | V. Shanmuganathan         | 20 mei 2015      | 27 januari 2017  |
| 16 | Banwarilal Purohit        | 27 januari 2017  | 5 oktober 2017   |
| 17 | Ganga Prasad              | 5 oktober 2017   | 25 augustus 2018 |
| 18 | Tathagata Roy             | 25 augustus 2018 | 18 december 2019 |
| 19 | Ravindra Narayana Ravi    | 18 december 2019 | huidig           |